# Champs-sur-Tarentaine-Marchal
 Champs-sur-Tarentaine-Marchal  es una población y comuna francesa, situada en la región de Auvernia, departamento de Cantal, en el distrito de Mauriac y cantón de Champs-sur-Tarentaine-Marchal.

## Demografía
| 1452 | 1527 | 1331 | 1141 | 1088 | 1044 |
| Para los censos de 1962 a 1999 la población legal corresponde a la población sin duplicidades (Fuente: INSEE [Consultar]) |      |      |      |      |      |